# Flottille

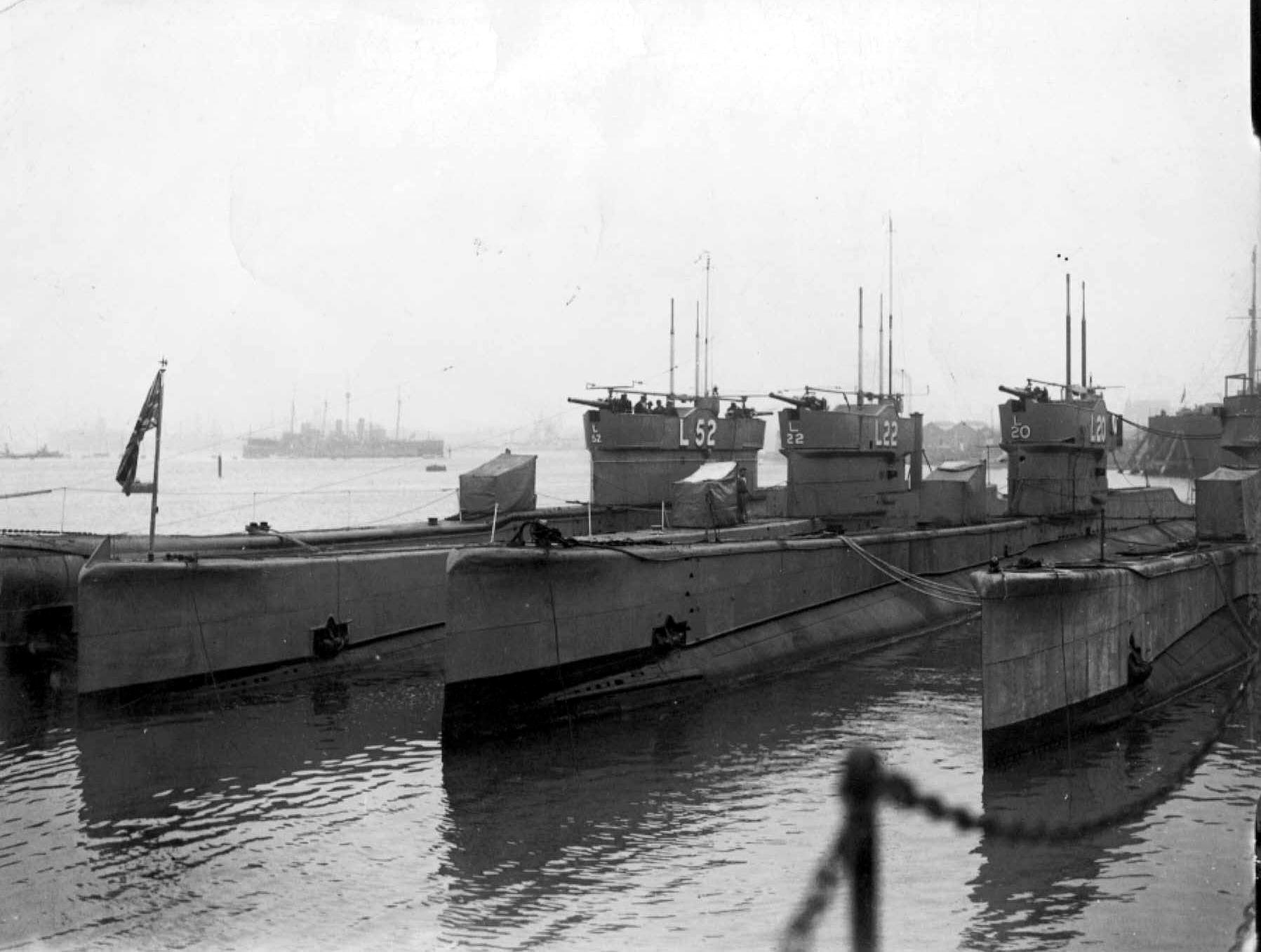
Escadrille de sous-marins à Gosport, 1933.

Une flottille est une réunion de petits bateaux de même catégorie : flottille de pêche, de plaisance, etc. ou un groupe d'aéronefs dans l'aéronautique navale.

## Marine de guerre
Dans le cas de la marine de guerre, une flottille désigne, d'une manière générale, une formation (groupement permanent dépendant d'un même commandement) d'aéronefs de l'aéronautique navale ou de forces légères de surface et s'applique alors à des catégories de petits navires de combat : torpilleurs (jusqu'au milieu du XXe siècle), corvettes, patrouilleurs.
Dans les marines modernes, une flottille est davantage une unité administrative qu'une unité opérationnelle ; dans les forces de surface, elle est en général commandée par un capitaine de vaisseau ou un contre-amiral.
Pour des bâtiments de combat de surface plus importants (frégates, destroyers…), on emploie le terme d'escadre ou de division. Pour les sous-marins et les bâtiments de guerre des mines, on emploie le terme d'escadrille. Ces termes de flottille et d'escadre sont de moins en moins usités dans les marines modernes, sauf dans l'aéronautique navale.
L'aéronautique navale française — ou aéronavale — utilise le terme de flottille pour les unités de combat (Ex 17 F) et celui d'escadrille (ex 55 S) pour les unités d'entraînement ou de soutien.
Sous le Premier Empire, Napoléon Ier construisit une flottille surnommée « la poussière navale » pour envahir l'Angleterre.
Sous la 3e république, Les théories de l'amiral Aube, relayées par le journaliste Gabriel Charmes conduisirent la Marine nationale à construire de très nombreuses petites unités au détriment de bâtiments d'escadre. De 1871 à 1914, pas moins de 369 torpilleurs numérotés, sans grande valeur militaire, furent construits. Ils furent surnommés « Poussières navales ».